# Plamki Tardieu
Plamki Tardieu – drobne, podopłucnowe wybroczyny krwawe, występujące pośmiertnie u osób zmarłych na skutek uduszenia gwałtownego (powieszenie, utopienie). Nazwane od Auguste'a Ambroise'a Tardieu.